# Abelardo Montalvo
Abelardo Montalvo Alvear (Quito, 13 de marzo de 1876 - Quito, 1 de diciembre de 1950), fue un abogado y político ecuatoriano, encargado del poder ejecutivo de Ecuador entre 1933 y 1934, y alcalde de Quito en 1908.

## Vida política
Fue miembro del Partido Liberal Radical Ecuatoriano durante la época del Alfarismo, por lo que accedió fácilmente a los cargos de alcalde de Quito (1908) y presidente encargado del poder de la República del Ecuador (1933).

### Alcaldía
En diciembre de 1907 fue elegido Alcalde de Quito, cargo que ocupó entre el 1 de enero y 31 de diciembre de 1908. En su administración municipal se produjo la llegada del ferrocarril a Chimbacalle, razón por la que organizó celebraciones y entregó una condecoración al presidente Eloy Alfaro; se decidió, además, cambiar el nombre de la parroquia en la que se encontraba la estación, por el de Alfaro.

### Encargo del Poder
Previendo su destitución, el presidente Juan de Dios Martínez Mera nombró ministro de Gobierno a Abelardo Montalvo para que dentro del orden constitucional se encargara del poder ejecutivo. Montalvo gobernó desde el 20 de octubre de 1933 hasta el 31 de agosto de 1934. En esos once meses, secundado por su ministro de Gobierno José Rafael Bustamante, convocó a las elecciones presidenciales de 1933, fiscalizó la Empresa del Ferrocarril Quito-Guayaquil y, conforme a lo convenido en el Protocolo Ponce-Castro Oyanguren con el Perú en junio de 1924, pidió la venia del presidente de los Estados Unidos para situar en Washington las negociaciones definitivas entre Ecuador y Perú.
Convocadas las elecciones, se candidatearon el capitán Colón Eloy Alfaro y Carlos Arroyo del Río por el Partido Liberal, Ricardo Paredes por el Partido Comunista, José María Velasco Ibarra por los conservadores compactados, y Carlos Zambrano Orejuela por el socialismo. Las elecciones se llevaron a cabo el 14 y 15 de diciembre de 1933. Velasco Ibarra triunfó con 51.848 votos. Zambrano obtuvo 11.028; Colón E. Alfaro, 945, y Paredes, 696 votos. Arroyo del Río se había retirado a tiempo.